# Bauhinia involucrans
Bauhinia involucrans är en ärtväxtart som beskrevs av François Gagnepain. Bauhinia involucrans ingår i släktet Bauhinia och familjen ärtväxter. Inga underarter finns listade i Catalogue of Life.